# Gilon Majere
Gilon Majere es un personaje de la saga de la Dragonlance.
Gilon es el padre de Caramon y Raistlin, y padrastro de Kitiara. Cuando Gregor Uth-Matar abandonó a Rosamun, Gilon la acogió y finalmente se casó con ella. Leñador de oficio, es de quien Caramon hereda tanto su tamaño como su talante tranquilo y afable. Pasaba largos periodos fuera de casa, por lo que aunque le entristecía que su mujer pasara por los trances en que se sumía (al ser reprimida su magia desde su juventud), no podía hacer nada para ayudarla, salvo mantener a la familia con su trabajo.
Gilon muere en un accidente mientras está trabajando, y algunos vecinos lo llevan a Solace, donde tras una fugaz mirada a sus hijos y su mujer, que está desesperada y es incapaz de contener su dolor, muere tristemente. En eso la Viuda Judith aprovecha para acusar a Raistlin y a la propia Rosamun de brujería, pero Flint y Tanis, que acababa de llegar a Solace, la expulsan y ayudan a los gemelos a enterrar a Gilon. Como dato de interés, a su funeral se presenta la desaparecida Kitiara, quien en el momento de irse de casa entregó a Gilon una bolsa de dinero porque no quería deberle nada a nadie. Este hecho muestra que, a pesar de su marcha y su comportamiento, sentía algo de aprecio por Gilon.
- Datos: Q5879793